# Membras dissimilis
Membras dissimilis är en fiskart som först beskrevs av Carvalho, 1956.  Membras dissimilis ingår i släktet Membras och familjen Atherinopsidae. Inga underarter finns listade i Catalogue of Life.